# Pasión (película siria)
Pasión (título original árabe : 'باب المقام'; ALA-LC: Bal al-Makam) es una película franco-siria, biográfica e histórica, producida por Al-Sharq Establishment for Production and Distribution; dirigida y guionada por el director Mohammad Malas, en 2005, y 98 min de duración.

## Trama
Imane, de 35 años, es apasionada por la música, y especialmente fanática de la cantante Oum Kalthoum, Imane tararea y reanuda sus canciones. Es una ama de casa de 35 años, está casada y tiene tres hijos, además de su sobrino, Jumana, que está en una prisión militar. Ella vive con su esposo Adnan en Alepo, que combina dos trabajos. De repente se da cuenta de que han pasado diez años desde que se casó, durante la cual ha hecho poco más que cuidar a su esposo y a sus tres hijos. Su apasionamiento por la música, no se condice porque es una mujer siria; y, se ve muy mal a los ojos de los hombres; pues solo es respetable en silencio. Ella siente una oleada de amor: por su esposo, por sus hijos, por sus padres, por sus hermanos. Su esposo está encantado con la transformación de su esposa y alienta su nueva pasión. Sus hermanos, sin embargo, piensan que se ha vuelto loca: escucha música, canta y parece consumida por la pasión. ¿Podría estar viendo a otro hombre? Deciden seguirla ...Así, su familia decide poner fin a ella....

## Reparto
- Salwa Jamil como 'Imane.
- Naceur Ouerdiani como Abou Sobhi.
- Oussama Sayed Youssef como Adnan.
- Mahmoud Hamed Abou como Rachid.
- Houda Rokbi como Om Rachid.
- Yara Chakra como Joumana.
- Kamel Jaber como Jamil.
- Ghassen Dhahabi como Yahia.
- Ahmed Fateh Jaddou como Sobhi.
- Houssein Chibane como Bakri.
- Sondes El Hassan como Rabia.
- Mohamad El Hebe como Abdelnasser.
- Hasmik Kyoumejiane como Madame Badyâa.
- Oumaya Malas como Ghada.
- Raja Kotrach como Souad.

## Galardones
- Festival Internacional de Cine de Marrakech - Premio Especial del Jurado, 2005.